# Гектокотиль

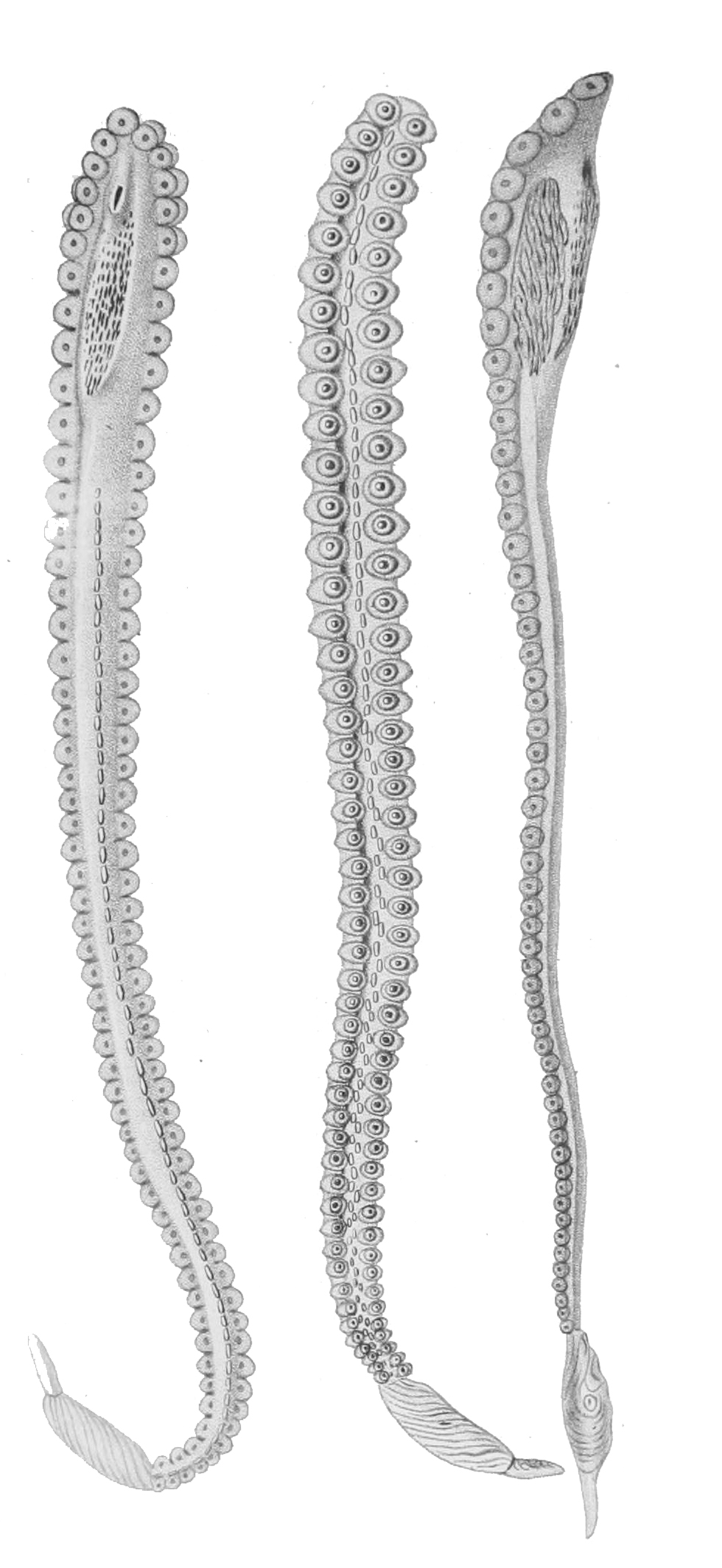
Оригинальное изображение гектокотиля, выполненное Ж. Кювье

Гектокоти́ль (от греч. hekaton — «сто» и kotyle — «присоски») — своеобразно видоизменённое увеличенное щупальце самцов головоногих моллюсков, с помощью которого самец переносит сперматофоры из своей мантийной полости в мантийную полость самки.

## Описание
У некоторых осьминогов, например аргонавтов, длинный гектокотиль отрывается от тела самца и, захватив один-два сперматофора, самостоятельно плавает в воде, проникая потом в мантийную полость самки. Гектокотиль наделён очень сложной системой нервов, общая длина которых в 10 раз превосходит длину самого животного.
В прошлом гектокотиль был ошибочно принят за паразита; Жорж Кювье счёл его за самостоятельное существо и дал ему научное название Hectocotylus — «обладатель ста присосок».
Обобщённая анатомия гектокотилей кальмара и осьминога:

## Разнообразие форм
Гектокотили разнообразны по своей форме, которая специфична для многих видов. Форма кончика гектокотиля используется в систематике осьминогов.
- У многих Coleoidea гектокотиль полностью отсутствует[1].
- У Десятируких обычно одна или обе руки из IV пары становятся гектокотилями.
- У осьминогов подотряда Incirrina гектокотилем становится одна из рук III пары[1]. Иногда наблюдаются редкие случаи образования сразу двух гектокотилей[2][3].
- У самцов семируких осьминогов (Haliphron atlanticus) гектокотиль развивается в незаметном мешке спереди под правым глазом, что создаёт иллюзию того, что у этого осьминога только семь рук.

| Форма гектокотиля | Вид                   | Семейство       |
| ----------------- | --------------------- | --------------- |
|                   | Abraliopsis morisi    | Enoploteuthidae |
|                   | Argonauta bottgeri    | Argonautidae    |
|                   | Bathypolypus arcticus | Octopodidae     |
|                   | Graneledone verrucosa | Octopodidae     |
|                   | Haliphron atlanticus  | Alloposidae     |
|                   | Ocythoe tuberculata   | Ocythoidae      |
|                   | Scaeurgus patagiatus  | Octopodidae     |
|                   | Tremoctopus violaceus | Tremoctopodidae |
|                   | Uroteuthis duvauceli  | Loliginidae     |